# Kalifornische Wühlmaus
Die Kalifornische Wühlmaus (Microtus californicus) ist ein in Nord- und Mittelamerika lebendes Nagetier (Rodentia) aus der Familie der Wühler (Cricetidae).

## Merkmale
Die Kalifornische Wühlmaus ist eine mittelgroße Wühlmaus mit zimtbrauner bis dunkelbrauner, zuweilen schwärzlicher Behaarung auf der Oberseite, blaugrauer bis weißlicher Unterseite, grauen Füßen und einem weißlichen Hinterteil. Der Schwanz ist zweifarbig mit schwarzer Ober- und grauer Unterseite. Zwischen den Geschlechtern besteht ein leichter Sexualdimorphismus. Die Männchen sind im Durchschnitt 6 % länger und bis zu 11 % schwerer als die Weibchen. Messungen in Zentralkalifornien ergaben eine Gesamtlänge der Tiere zwischen 152 und 196 Millimetern, wobei der Schwanz zwischen 42 und 58 Millimetern lang ist. Das Durchschnittsgewicht wurde mit 47,1 Gramm bei den Männchen sowie mit 43,4 Gramm bei den Weibchen festgestellt.  Regional können Größe und Gewicht variieren. Die Zahnformel lautet I1/1-C0/0-P0/0-M3/3. Weibchen haben insgesamt acht Zitzen, davon zwei Brust- und zwei Leistenpaare.

## Verbreitung, Lebensraum und Gefährdung
Kalifornische Wühlmäuse kommen mit mehreren Unterarten entlang der Pazifikküste von Oregon durch Kalifornien bis Baja California verbreitet vor. Sie bevorzugen lichte Wälder, Steppen und Chaparralflächen, wurden jedoch auch in Küstenfeuchtgebieten gefunden und sind gute Schwimmer. Die Art wird von der Weltnaturschutzorganisation IUCN als „Least Concern = nicht gefährdet“ klassifiziert.  Die in einem eng begrenzten Gebiet im Südwesten Kaliforniens vorkommende Unterart Microtus californicus scirpensis wird hingegen als „Endangered = gefährdet“ geführt.

## Lebensweise

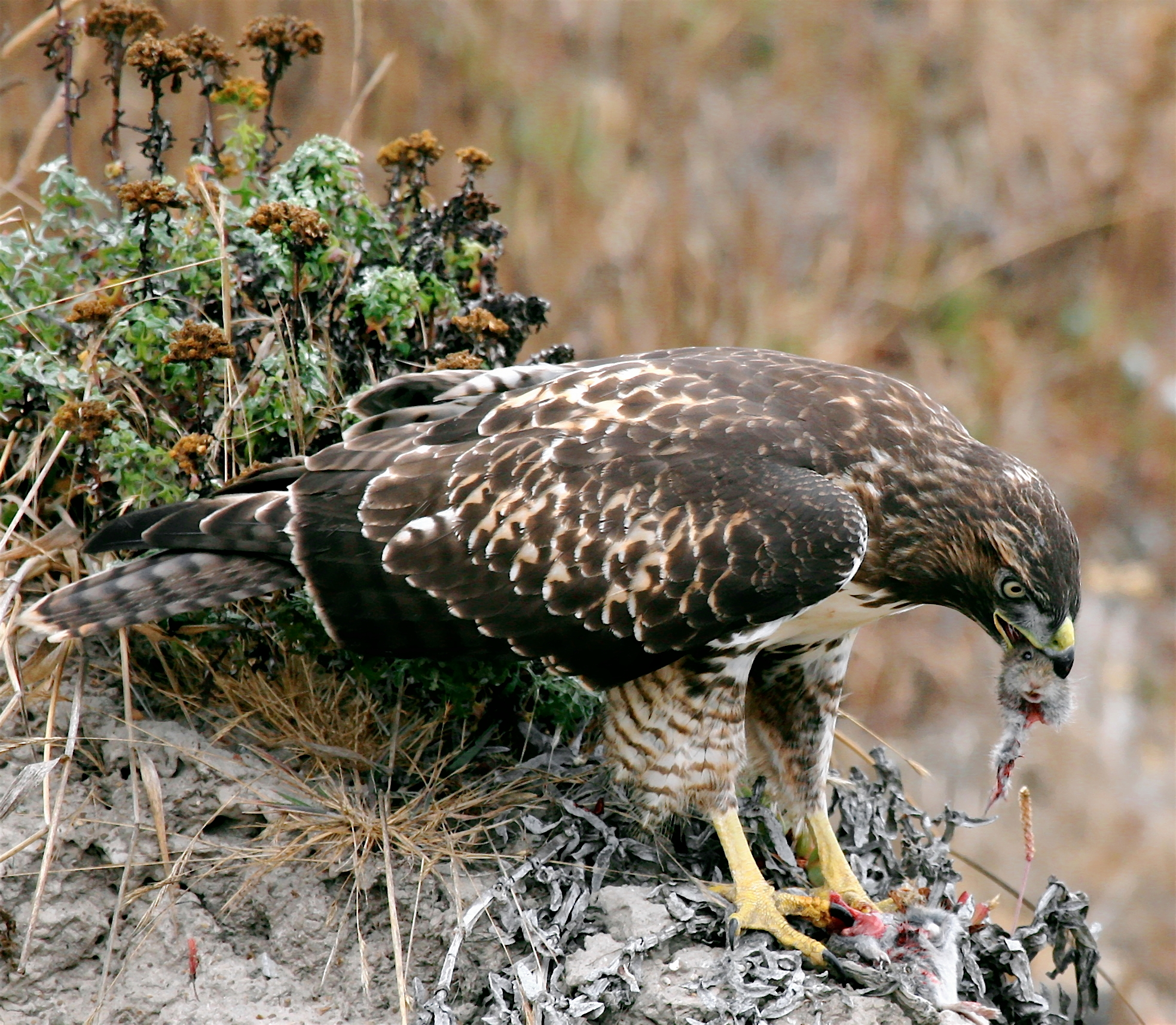
Junger Rotschwanzbussard beim Verzehr einer Kalifornischen Wühlmaus

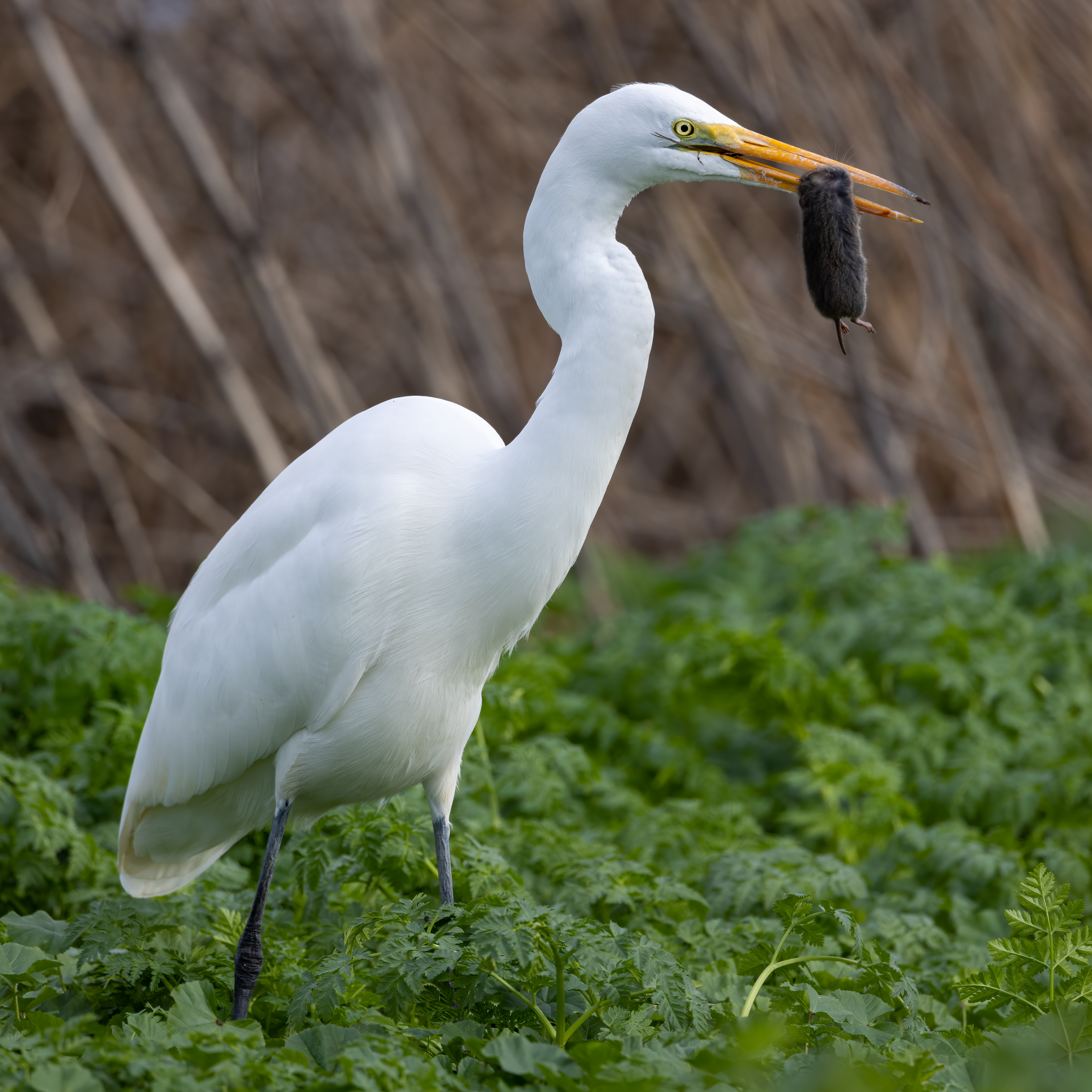
Silberreiher (Ardea alba) mit Kalifornischer Wühlmaus im Sacramento National Wildlife Refuge

Die Kalifornische Wühlmaus ist überwiegend dämmerungs- und nachtaktiv und wird nur gelegentlich am Tag angetroffen. Sie lebt in Höhlen ca. einen halben Meter  unter der Erde, wo sie ein bis zu fünf Meter langes Tunnelsystem mit einer zentralen Nisthöhle anlegt. Zum Eingang der Höhle führen Wege, die durch niedergetretene Vegetation schmale, feste Straßen bilden und die auch für eine schnelle Flucht vor Fressfeinden genutzt werden. Kalifornische Wühlmäuse ernähren sich überwiegend von Gräsern, Samen und Wurzeln. Grüne Vegetation ist jedoch für die Fortpflanzung notwendig. Zuweilen treten sie als landwirtschaftlicher Schädling in Weinbergen und Obstgärten auf. Erhebliche Schäden verursachen sie oftmals auf Artischockenfeldern.
Die Brutzeit erstreckt sich über das gesamte Jahr. Ein Weibchen wirft mehrmals im Jahr zwischen einem und elf Jungen, im Durchschnitt vier bis fünf. Die Jungtiere werden bereits nach zwei Wochen entwöhnt. Weibchen werden im Alter von drei und Männchen im Alter von fünf Wochen geschlechtsreif.
Eine für das Ökosystem eine wichtige Rolle spielt die Kalifornische Wühlmaus aufgrund ihrer Häufigkeit und hohen Reproduktionsrate als bedeutsame Nahrungsquelle für eine Vielzahl anderer Tiere. Dazu zählen: Buntfalke (Falco sparverius), Weihen (Circus), Weißschwanzaar (Elanus leucurus), Rotschwanzbussard (Buteo jamaicensis), Schleiereule (Tyto alba), Virginia-Uhu (Bubo virginianus), Reiher (Ardeidae), Langschwanzwiesel (Mustela frenata), Hermelin (Mustela erminea), Kojote (Canis latrans), Skunks (Mephitidae), Graufuchs (Urocyon cinereoargenteus), Schlangen (Serpentes) sowie verwilderte Hauskatzen.